# Desvío km 535
Desvío km 535 es una estación de ferrocarril que se encuentra las áreas rurales del departamento Libertad, Provincia del Chaco, Argentina.

## Servicios
Es una estación intermedia del servicio interprovincial que presta la empresa estatal Trenes Argentinos Operadora Ferroviaria entre las estaciones Los Amores y Cacuí, Provincia del Chaco.
Presta un servicio ida y vuelta cada día hábil entre cabeceras.
Las vías por donde corre el servicio, corresponden al Ramal F del Ferrocarril General Belgrano, las mismas son propiedad del estado de la Provincia del Chaco.